# Шутенькое
Шутенькое (укр. Шутеньке) — село в Анновской сельской общине Новоукраинского района Кировоградской области Украины.
Население по переписи 2001 года составляло 27 человек. Почтовый индекс — 27165. Телефонный код — 5251. Код КОАТУУ — 3524080305.